# Abdulla bey Asi
 (septembre 2022).
Abdulla bey Asi (en azéri:Abdulla bəy Asi, de son vrai nom Abdulla bəy Əli bəy oğlu Fuladov; né en 1841 à Choucha et mort en 1874 à Choucha) est un intellectuel, poète, penseur de son temps.

## Famille
Il est le frère cadet d'Ibrahim Bey Azer et le petit-fils de Gasim Bey Zakir.Abdulla Bey est né à Choucha. Son père, Ali Bey, est le fils du célèbre poète azerbaïdjanais Gasim Bey Zakir. De plus, les jeunes frères d'Abdullah bey Ibrahim bey Azer et Khudadat bey Poladov sont également poètes. Abdulla bey Asi perd son père à un âge précoce et grandit sous la garde de son grand-père Gasim Bey Zakir. Il reçoit son éducation initiale dans la ville de Choucha, et a ensuite poursuit ses études dans une madrasa.

## Œuvre
Il commence à écrire des poèmes dès son plus jeune âge et écrit en langues arabe et persane en plus de l'azéri. Dans sa jeunesse, il lit les ouvrages d'Alishir Navoї, apprend la langue Chagatai à partir de ces ouvrages et écrit plusieurs ghazals dans cette langue. Avec Mir Mohsun Navvab, il est le fondateur et membre actif de Majlisi-faramusha, qui fonctionne comme une assemblée de poètes à Choucha. Il garde le contact étroit avec les membres de Beytus-Safa et Seyid Azim Chirvani, un autre conseil littéraire.
Dans ses poèmes, il critique vivement les fanatiques et les coutumes féodales. Beaucoup de ses poèmes ne sont pas parvenus jusqu'à nous. Ceux qui nous sont parvenus sont pour la plupart des poèmes écrits dans le style des odes et des lamentations. Les poèmes d'Abdulla bey Asin sont publiés pour la première fois par Firidun bey Kocharli dans l'ouvrage Littérature d'Azerbaïdjan.